# Улица Ленина (Феодосия)
Улица Ленина — в Феодосии, в исторической части города, проходит от Армянской улицы до Корабельной улицы.

## История

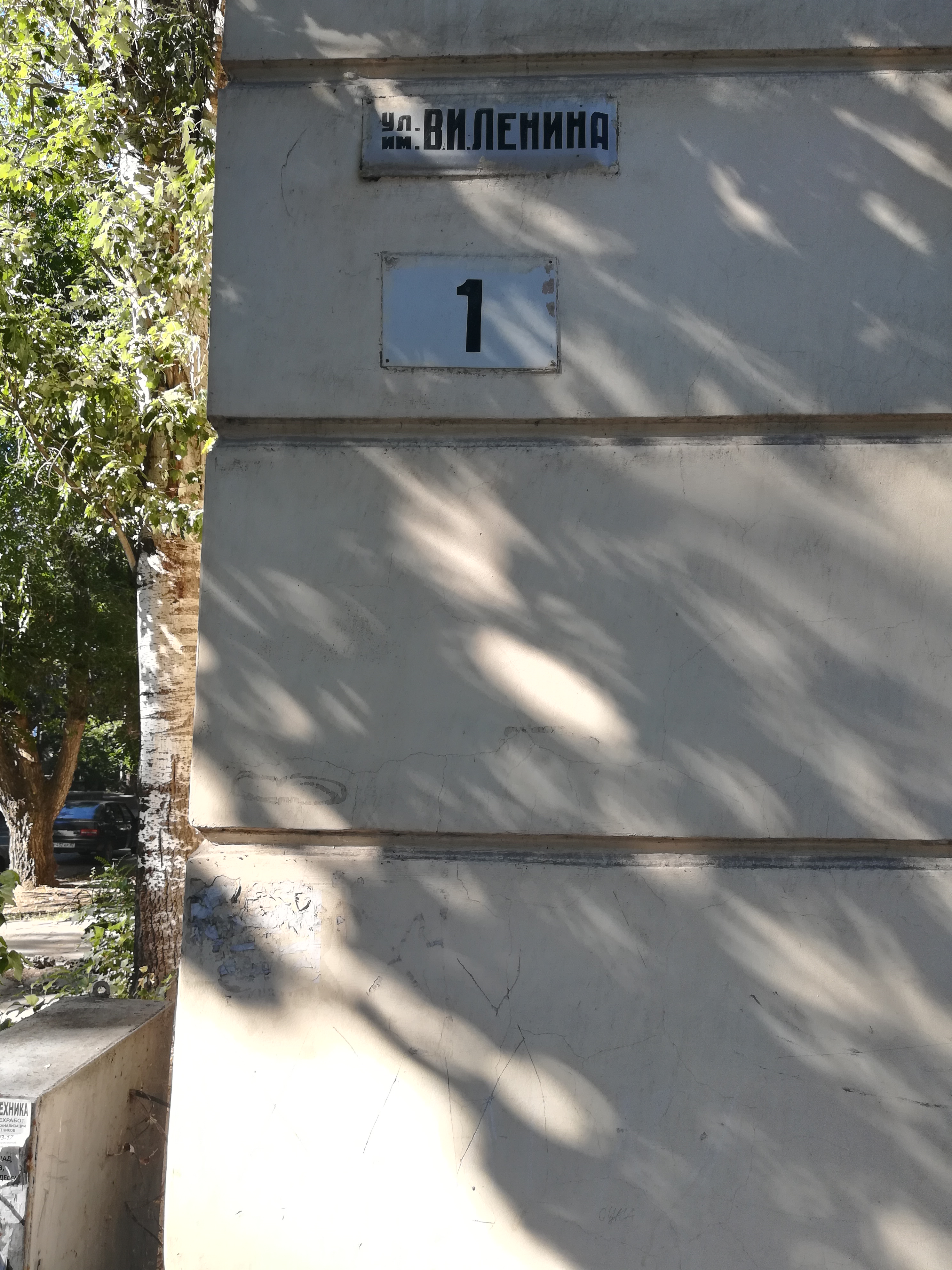

Находилась в границах древней генуэзской крепости. При генуэзцах в начале улицы (нынешняя территория Морсада) стояла католическая церковь Св. Агнессы. После завоевания Крыма турками на её месте и с использованием материалов и фрагментов культовых византийских построек, обнаруженных при проведении строительных работ, была возведена мечеть Биюк Джами. Строительство мечети было завершено к 1520 (1522?) году. Не исключается, что авторство проекта принадлежало великому османскому архитектору Мимару Синану, поскольку хаммам, построенный рядом с мечетью, числится в списке работ Синана.
При турецком владычестве в начале улицы располагался большой невольничий рынок (до 30 тыс. пленников ежедневно)
Район улицы, как и весь город, был страшно разорён во время Русско-турецкой войны 1768—1774 годов, по описаниям посетившего в 1781 году Феодосию В. Ф. Зуева в городе сохранилось не более трети прежних зданий. Восстановление шло крайне медленно. Примечательных зданий в городе не нашли ни Муравьёв-Апостол в 1820, ни Грибоедов в 1825 году.
27 мая 1787 года в доме купца-караима И. И. Хаджи (район современного д. 8) остановилась российская императрица Екатерина II.
При русском правлении улица стала носить название Екатерининская
В 1808 году на прежней рыночной площади были начаты работы по строительству главного в Феодосии Соборного храма во имя Александра Невского. В 1834 году была разобраны лишившаяся прихожан и обветшавшая мечеть Биюк Джами. Строительство собора затянулось и было окончено только в 1873 году. Храм был возведён в Византийском стиле, украшен уникальными иконами и древними мраморными колоннами. Для собора Иван Константинович Айвазовский выполнил несколько работ на библейские темы (полотно «Хождение Христа по водам», икона «Спасение утопающего Апостола Петра»). При соборе была открыта женская школа.
К югу от собора в квартале между современными улицами Богаевского, Ленина, Мичурина, Горького, находился городской сад и театр. Напротив, рядом с казначейством — городская библиотека.
После установления советской власти улица получила имя создателя Советского государства Ленина.
В 1933 году собор Александра Невского был снесён советскими властями.
После окончания Великой Отечественной войны застройку улицы пришлось вновь восстанавливать, от довоенного времени сохранились дома 10, 31, 48, в 1947 году был построен д. 16, в 1964 — здание школы № 10.
Планы восстановления собора Александра Невского на прежнем месте вызывают протесты мусульманской общины, считающей эту территорию предназначенной для восстановления мечети хана Селима

## Достопримечательности
Парк Морсад
Церковь Сурб-Саркис
д. 18 — Школа № 10

## Известные жители

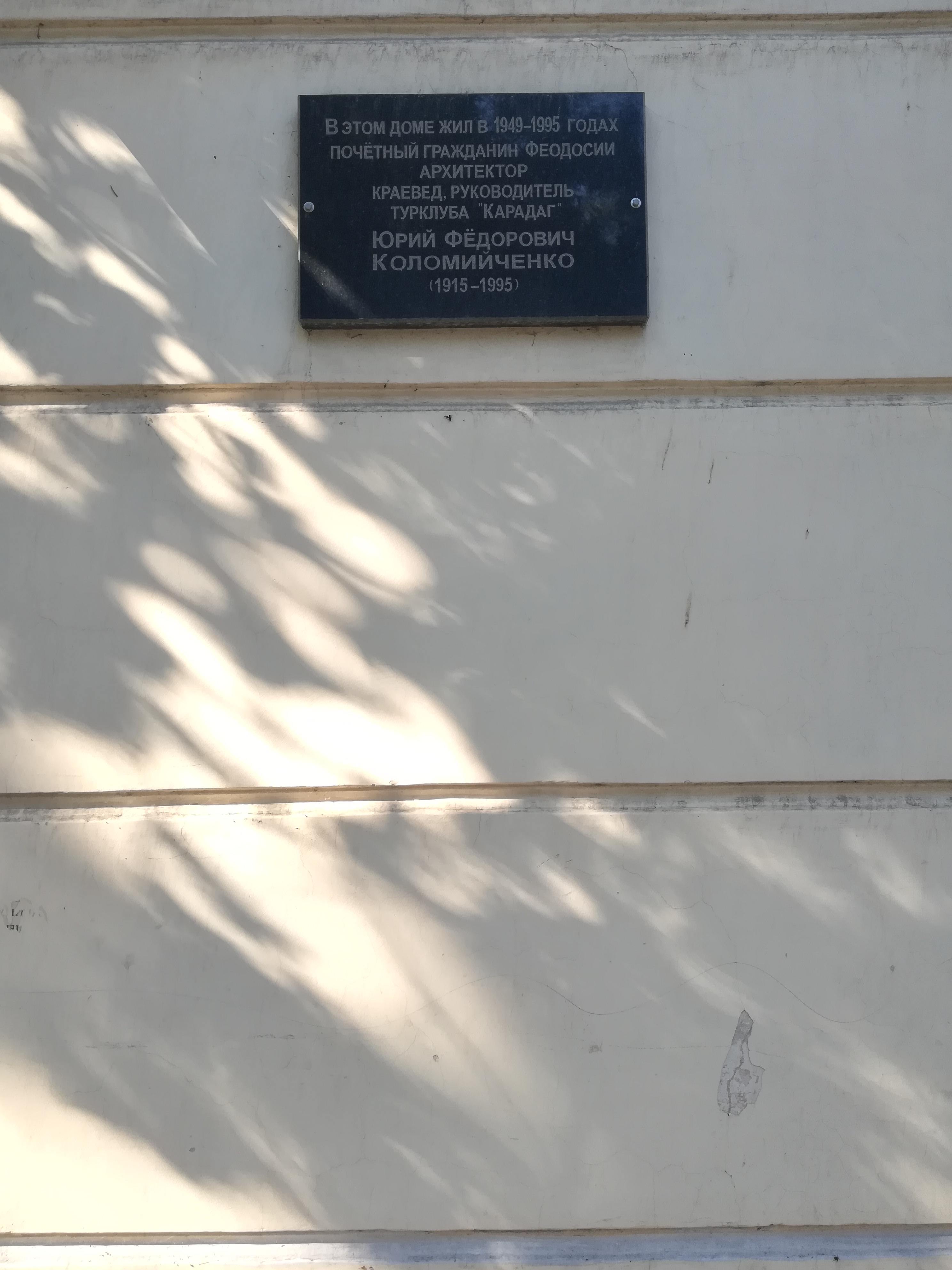
Мемориальная доска Коломийченко

д. 1 — Юрий Коломийченко (мемориальная доска)